# Asia Television
Asia Television (en chino tradicional, 亞洲電視有限公司, también conocida por el acrónimo ATV, estilizado aTV) fue una estación televisiva basada en Hong Kong. Tenía dos canales, ATV Home, emitido en cantonés, y ATV World, emitido en inglés.

## Historia
Fue fundada durante el periodo de ocupación británica como Rediffusion Television, el 29 de mayo de 1957, siendo el primer canal de televisión en Hong Kong y China. Se convirtió en un canal de televisión abierta el 30 de noviembre de 1973, y fue rebautizado como Asia Television el 24 de septiembre de 1982. 
A pesar de su participación relativamente pequeña en el mercado, ATV recibió numerosos premios por sus programas. Uno de ellos fue la versión local del programa de concursos británico ¿Quién quiere ser millonario? en 2001. Posteriormente, ATV enfrentó una disminución gradual en la calidad de sus producciones y en sus audiencias, lo que se tradujo en dificultades financieras. La credibilidad de la compañía también decayó en 2011 después de que informara la falsa muerte de Jiang Zemin.
El 1 de abril de 2015, el Consejo Ejecutivo de Hong Kong anunció que la licencia de emisión de ATV no sería renovada, y ordenó que cesara su transmisión a partir del 1 de abril de 2016.

## Programación
ATV World era uno de los dos canales de lengua inglesa que se emitían en Hong Kong. Entre los programas que ofrecía, que eran mayoritariamente de los Estados Unidos, había series, películas, documentales y programas educativos. El canal emitió los programas Ally McBeal (甜心俏佳人), Survivor (生還者), Smallville (超人外傳), CSI: Crime Scene Investigation (滅罪鑑證科), Elizabeth I (伊利沙伯一世傳奇), CSI: Miami (鑑證行動組), Cold Case (鐵證懸案), CSI: Nueva York (鑑證紐約), Grey's Anatomy (醫人當自強), The Closer (真相追擊), Doctor Who (異世奇人), y Ghost Whisperer (靈感應).